# Le Lieu
Le Lieu – miejscowość i gmina (commune) w zachodniej Szwajcarii, w kantonie Vaud, w okręgu (district) Jura-Nord vaudois. Leży nad jeziorami Lac de Joux oraz Lac Brenet.  

## Demografia
W Le Lieu mieszka 886 osób. W 2021 roku 14,1% populacji gminy stanowiły osoby urodzone poza Szwajcarią.

## Transport
Przez teren gminy przebiega droga główna nr 131.